# Dendra
Dendra (in greco Δενδρά?) è un sito archeologico situato al di fuori dell'omonimo villaggio, che fa parte della frazione di Midea: questa località si trova nel comune di Nauplia in Argolide (Grecia).

## Il sito
Il sito ha una storia che risale almeno all'inizio dell'età del bronzo ed è significativo per il cimitero del Tardo Elladico I (1550-1500 a.C.) scavato dall'archeologo svedese Axel W. Persson, nella prima metà del XX secolo. Persson ha scavato una tomba a tholos non saccheggiata e molte tombe a camera micenea, presumibilmente appartenenti alle classi dominanti che ebbero la loro dimora nella vicina cittadella di Midea.
Successivi scavi (in seguito a tentativi parzialmente riusciti di saccheggio delle tombe non scavate) hanno portato alla luce la singolare e squisita panoplia di bronzo di Dendra, attualmente esposta al museo archeologico nella vicina Nauplia. I successivi scavi portarono alla luce anche sepolture di tumuli dell'età del bronzo che includevano resti di cavalli sacrificati.

## Galleria d'immagini

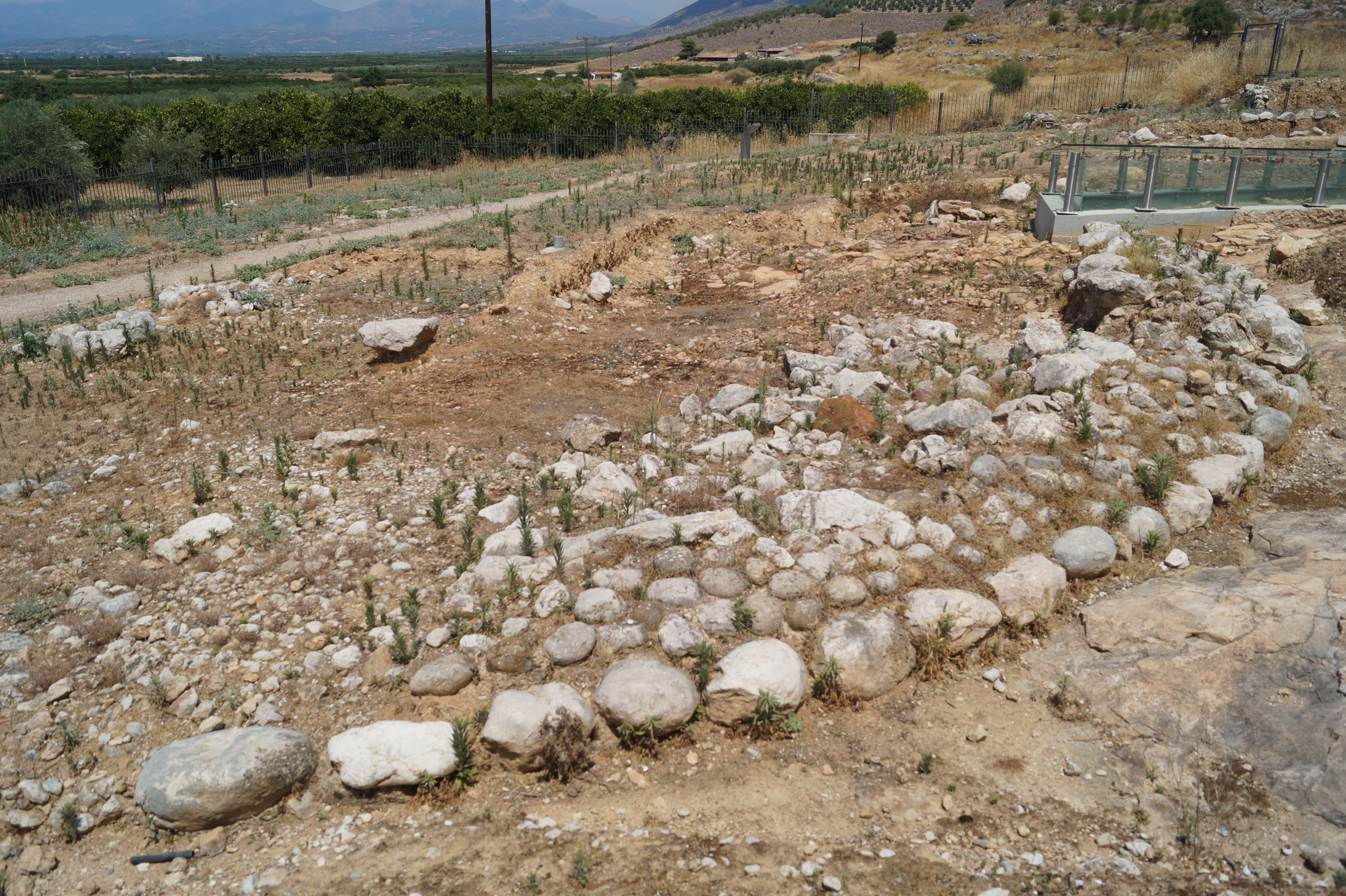
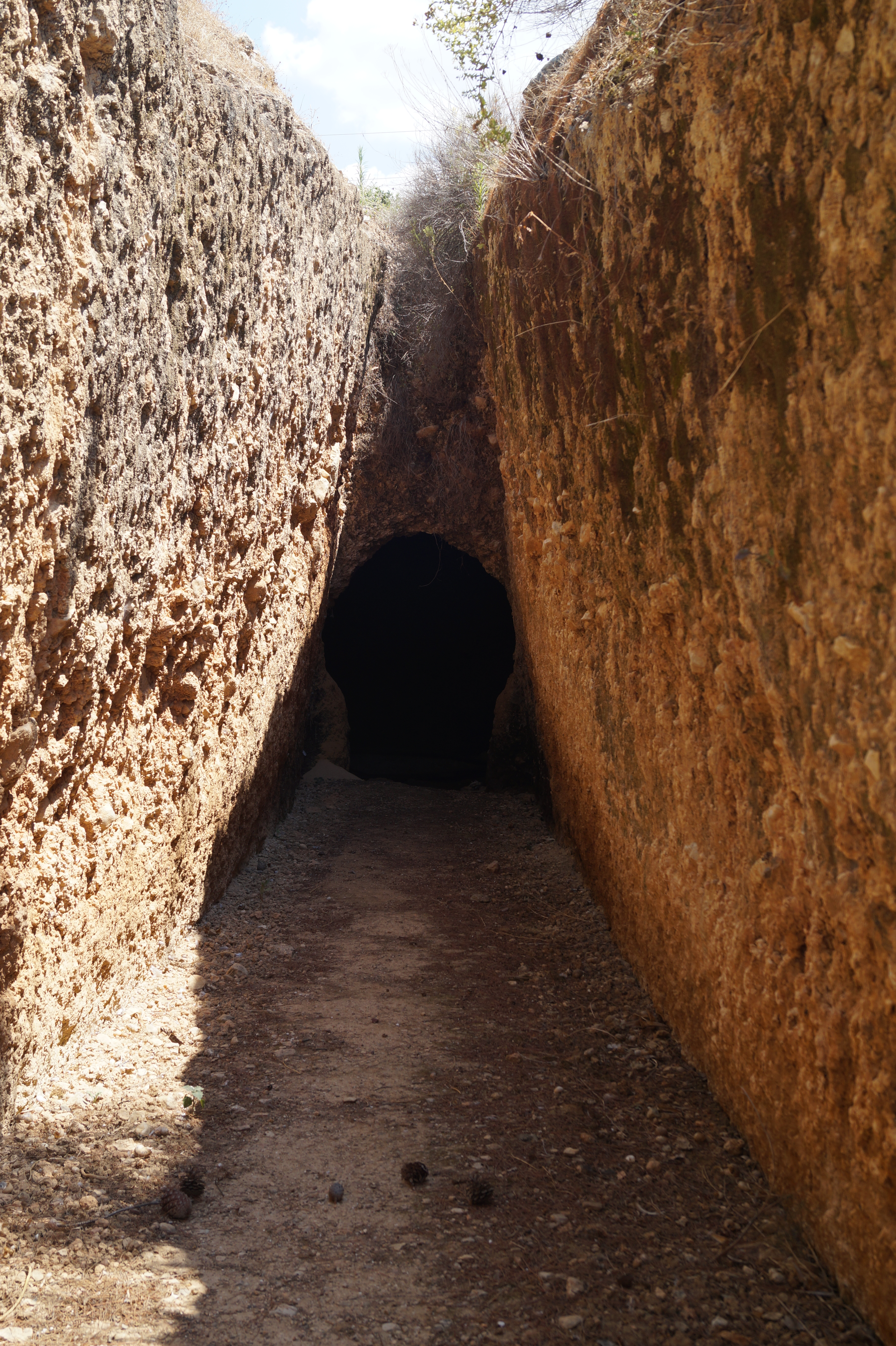
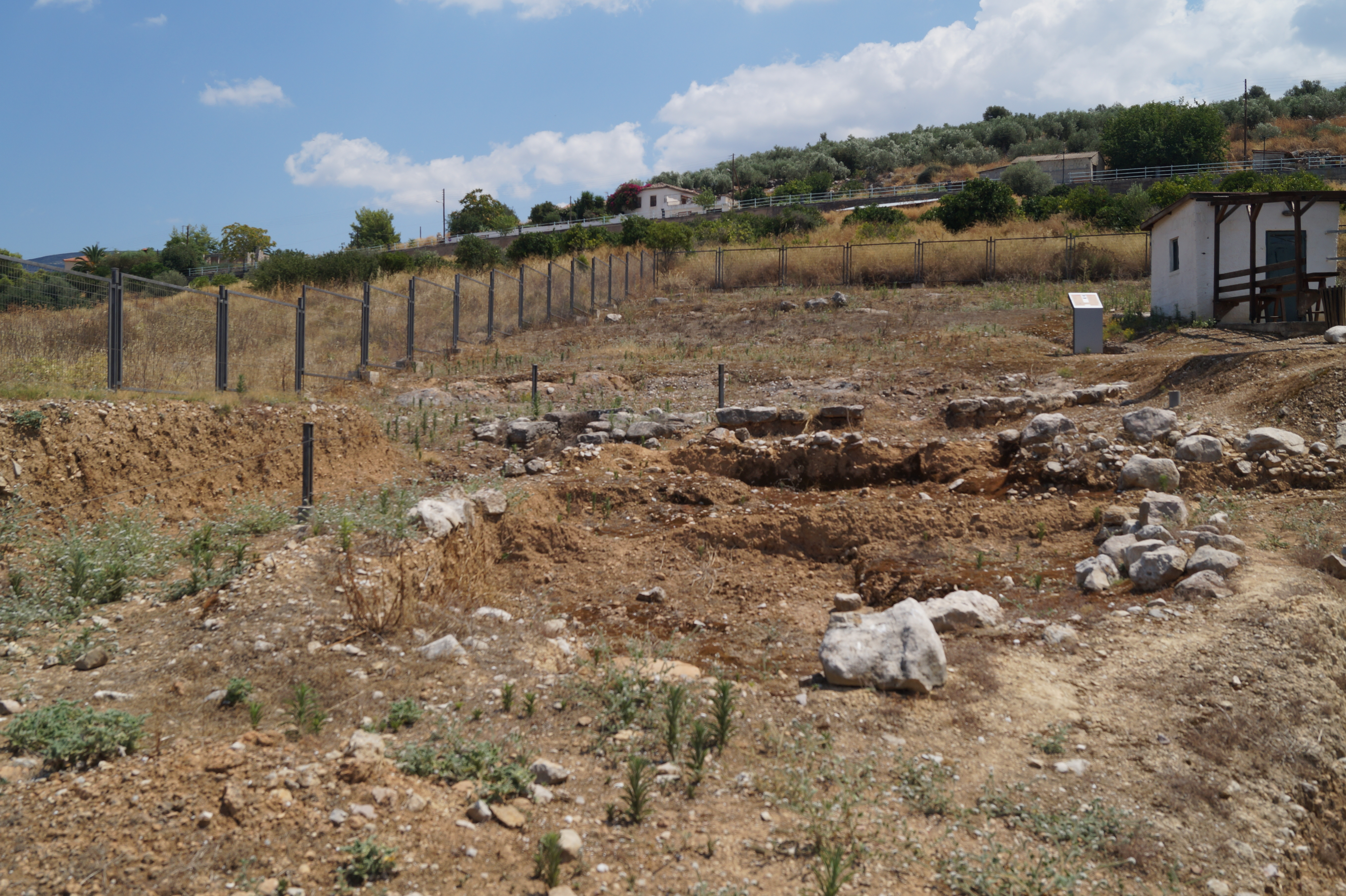
Tomba dei cavalli
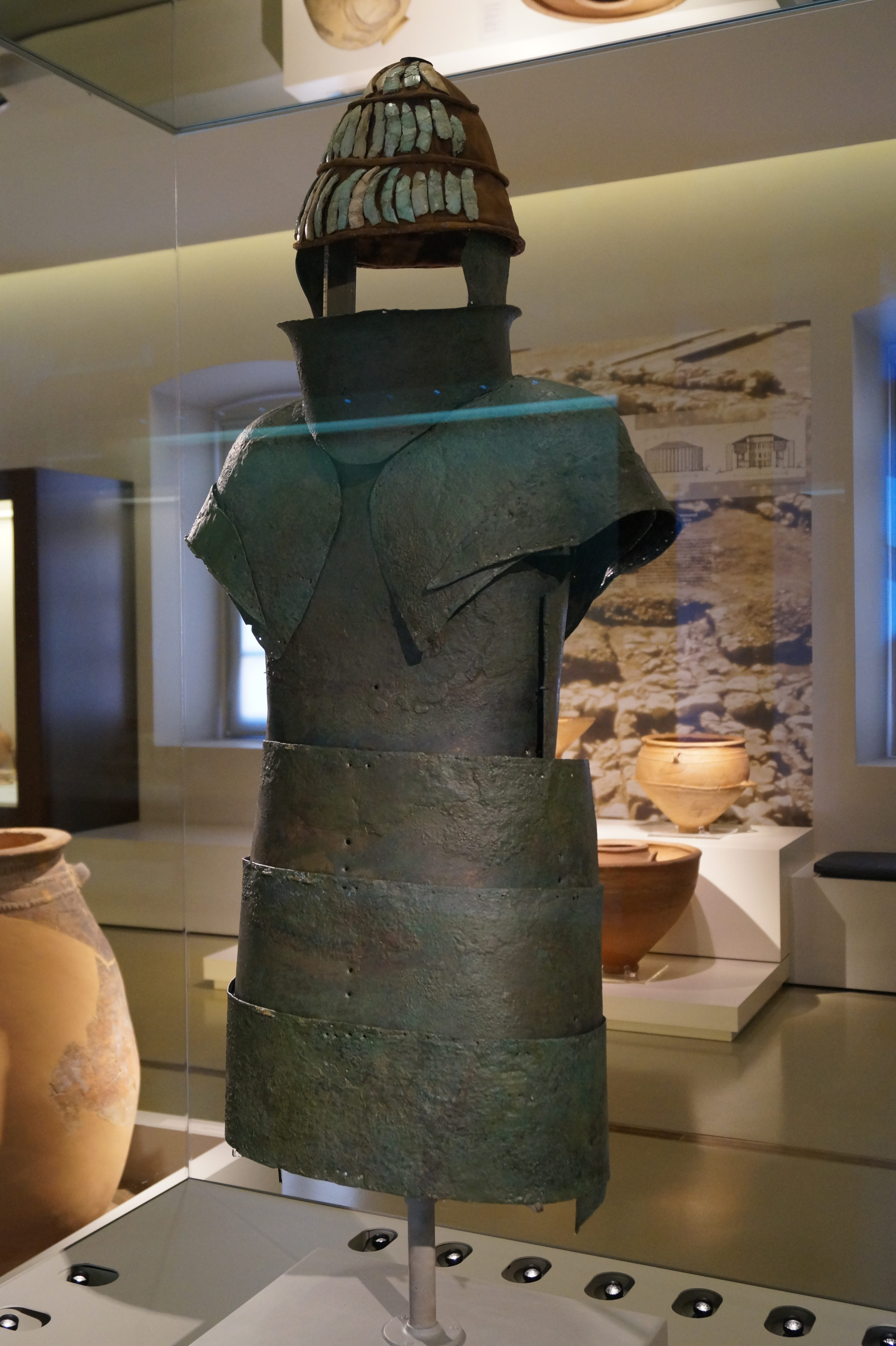
Panoplia di Dendra